# Mazda MX-3

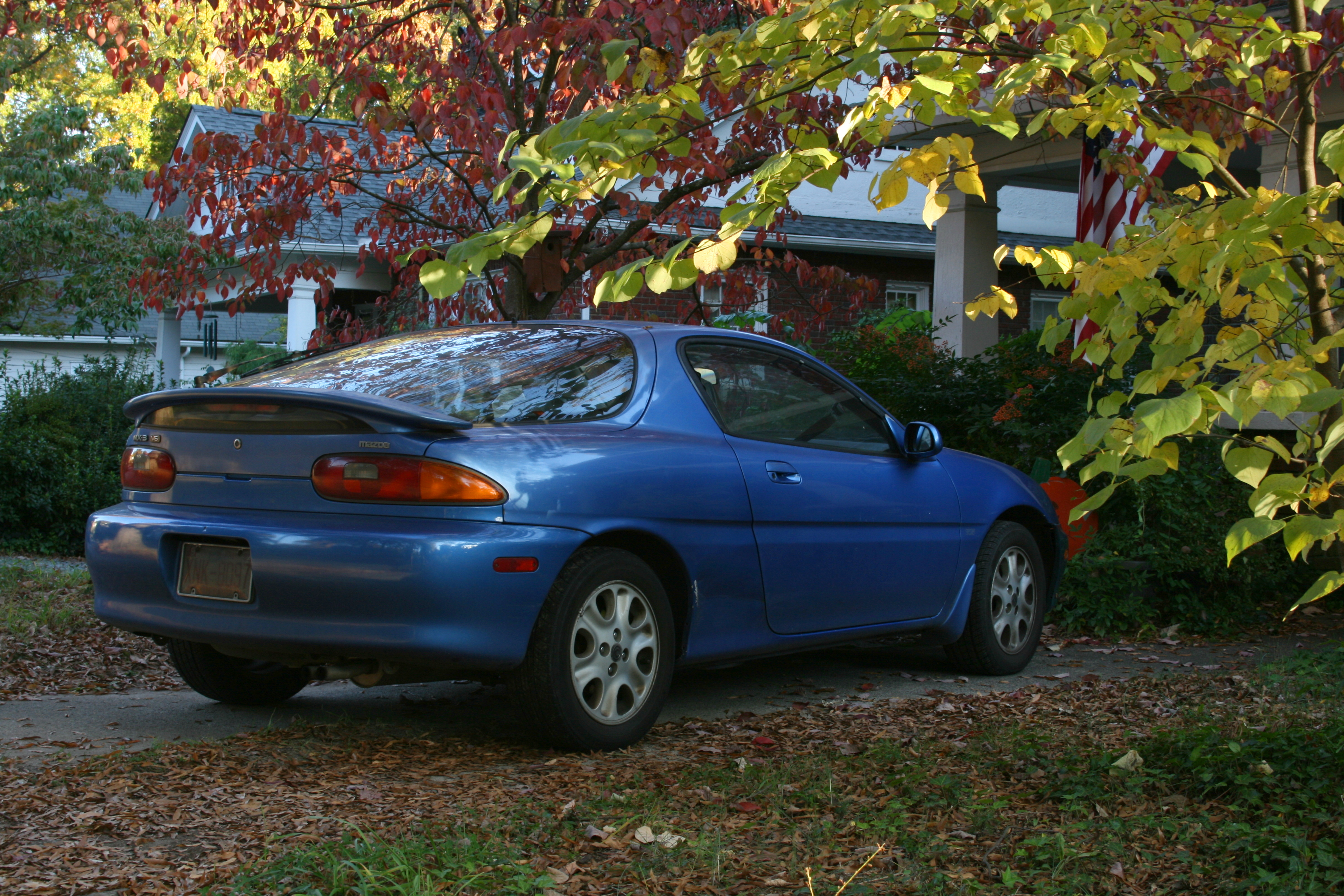
Tył nadwozia

Mazda MX-3 – kompaktowy samochód sportowy produkowany przez japońską firmę Mazda w latach 1991–1998. Dostępny jako 3-drzwiowy coupe. Samochód mógł być napędzany przez cztery różne silniki; trzy czterocylindrowe rzędowe oraz jeden V6. Moc przenoszona była na koła przednie poprzez 5-biegową manualną bądź 4-biegową automatyczną skrzynię biegów.

## Dane techniczne (R4 1.6 16V) B6-ME

### Silnik
- R4 1,6 l (1598 cm³), 4 zawory na cylinder, SOHC 1992–1993
- Średnica × skok tłoka: 78,00 mm × 83,60 mm
- Moc maksymalna: 88 KM (65 kW) przy 5300 obr./min
- Maksymalny moment obrotowy: 135 Nm przy 4000 obr./min

### Osiągi
- Przyspieszenie 0-100 km/h: 10,5 s
- Prędkość maksymalna: 179 km/h

## Dane techniczne (R4 1.6 16V) B6-D

### Silnik
- R4 1,6 l (1598 cm³), 4 zawory na cylinder, DOHC 1994–1998
- Średnica × skok tłoka: 78,00 mm × 83,60 mm
- Moc maksymalna: 107 KM (79 kW) przy 6200 obr./min
- Maksymalny moment obrotowy: 160 Nm przy 3600 obr./min

### Osiągi
- Przyspieszenie 0-100 km/h: 9,5s
- Prędkość maksymalna: 200 km/h

## Dane techniczne (V6 1.8)

### Silnik
- V6 1,8 l (1845 cm³), 4 zawory na cylinder, DOHC
- Średnica × skok tłoka: 75,00 mm × 69,60 mm
- Stopień sprężania: 9,2:1
- Moc maksymalna: 133 KM (98 kW) przy 6800 obr./min
- Maksymalny moment obrotowy: 156 Nm przy 4500 obr./min
- Zużycie paliwa: 12L/100km w trybie miejskim

### Osiągi
- Przyspieszenie 0-100 km/h: 8,4 s
- Prędkość maksymalna: 202 km/h